# 瑟彭特冰原島峰
69°28′S 70°55′W / 69.467°S 70.917°W
瑟彭特冰原島峰（英語：Serpent Nunatak）是南極洲的冰原島峰，位於亞歷山大一世島北部，海拔高度約750米，由英國南極名稱諮詢委員會命名，現時由南極條約體系管理。